# Hatakeyama Yoshifusa
Hatakeyama Yoshifusa (畠山 義総?; 1491 – 1545) è stato un samurai giapponese del periodo Sengoku, appartenente al ramo Noto-Hatakeyama della provincia di Noto.

## Biografia
Succedette alla guida del clan al posto di Hatakeyama Yoshimoto nel 1514. Per consolidare il potere rinforzò il castello di Nanao e ci si stabilì attorno al 1526. Yoshifusa era un benefattore degli studiosi e ne invitò diversi di Kyoto a Nanao. Yoshifusa fu un leader molto abile e sotto il suo comando il clan Noto-Hatakeyama godette di un lungo periodo di pace e stabilità. 
Fu succeduto dal figlio Hatakeyama Yoshitsugu.